# 利克天文台
利克天文台（英語：Lick Observatory）位于美国加利福尼亚州圣荷西市的东部，汉密尔顿山的山顶上，海拔4209英呎，由聖塔克魯茲加利福尼亞大學管理。

## 歷史
利克天文台是世界上首个建于山顶的永久性台址，使用美国富豪詹姆斯·利克的遗产，建造于1876年至1887年间。1887年，利克的遗体安葬在口径36英寸（91厘米）的折射望远镜的基座下面，这台望远镜被命名为詹姆斯·利克望远镜。1888年1月3日，利克望远镜开光，是当时世界上最大的折射望远镜。直到1897年这一纪录才被叶凯士天文台打破。1888年4月，利克天文台移交给加利福尼亚大学董事会管辖，成为世界上首个建于山顶的永久天文台。首任台长是爱德华·霍顿。1898年，詹姆斯·基勒担任天文台的第二任台长。
随着圣荷西的日益繁华，光污染逐渐开始对天文台的观测工作造成影响。1980年代，圣荷西的路灯全部改用低压钠灯，这种灯的灯光容易用望远镜上的滤光片去除。1998年，帕洛马山天文台发现的小行星6216被命名为“圣荷西”，以感谢圣荷西市长期以来对利克天文台的支持。

## 設備
利克天文台的主要观测设备有：
- 唐纳德·沙恩望远镜，口径为3米（120英寸）的反射望远镜，位于第谷峰，安装了自适应光学和激光导星系统
- 安娜·尼克尔望远镜，口径为1米（40英寸）的反射望远镜，位于天文台峰的主楼南部
- 詹姆斯·利克望远镜，口径为91厘米（36英寸）的折射望远镜，位于天文台峰的主楼北部
- 克罗斯雷望远镜，口径为91厘米（36英寸）的反射望远镜，位于托勒密峰
- 卡茨曼自动成像望远镜，口径为76厘米（24英寸）的反射望远镜，位于开普勒峰，主要用于寻找超新星爆发
- 卡内基望远镜，两台口径为50厘米（20英寸）的折射望远镜，位于第谷峰